# Tim Civeja
Tim Civeja (* 4. Januar 2002 in Dachau) ist ein deutsch-albanischer Fußballspieler. Aktuell steht der Mittelfeldspieler beim 1. FC Saarbrücken unter Vertrag.

## Karriere

### Im Verein
Civeja begann in seiner Kindheit das Fußballspielen bei den TaF Glonntal in Dachau. 2015 wechselte er ins Nachwuchsleistungszentrum des FC Augsburg, wo er die weiteren Jugendmannschaften durchlief. In der Saison 2018/19 kam er regelmäßig in der B-Junioren-Bundesliga, in der Saison 2019/20 in der A-Junioren-Bundesliga für die Jugendmannschaften des FC Augsburg zum Einsatz. Zu Beginn der Saison 2020/21 gehörte er zum Kader der U23 in der Regionalliga Bayern, ehe er ab Dezember 2020 regelmäßig zum Bundesligakader der Profimannschaft unter Cheftrainer Heiko Herrlich gehörte. Am 16. Januar 2021 konnte er bei der 0:2-Niederlage gegen Werder Bremen sein Profi-Debüt geben, als er in der 87. Spielminute für Rani Khedira eingewechselt wurde. In der Folge kam er bei den Niederlagen gegen Dortmund und Wolfsburg ebenfalls als Einwechselspieler zum Einsatz. Die restliche Saison verpasste er allerdings verletzungsbedingt. In der Saison 2021/22 wurde er allerdings nicht mehr in der Bundesliga-Mannschaft der Augsburger eingesetzt, er kam lediglich in der in der Regionalliga Bayern spielenden U23 zum Einsatz. Dort konnte er am 18. September 2021 beim 3:0-Sieg gegen die zweite Mannschaft des 1. FC Nürnbergs sein erstes Tor im Seniorenbereich per direktem Freistoß erzielen.
Aufgrund von gerade einmal 17 Einsätzen für die zweite Mannschaft der Augsburger in der Vorsaison wurde Civeja um Spielpraxis zu sammeln für die Saison 22/23 zum FC Ingolstadt 04 in die 3. Liga ausgeliehen. Dort debütierte er am 7. August 2022 beim 4:0-Sieg gegen die zweite Mannschaft von Borussia Dortmund, bei dem er in der 78. Spielminute für Hans Nunoo Sarpei eingewechselt wurde. An den folgenden Spieltagen kam er auch noch zu Kurzeinsätzen in der 3. Liga, konnte sich dort aber nicht durchsetzen und wurde seitdem auch mehrfach in der 2. Mannschaft der Ingolstädter in der Regionalliga Bayern eingesetzt. Ende der Saison wurde er unter dem neuen Trainer Michael Köllner Stammspieler und konnte in den Partien gegen Verl und Duisburg seine ersten beiden Ligatore erzielen. Nach dem Ende der Leihe kehrte Civeja zunächst zum FC Augsburg zurück, wechselte jedoch noch während der Transferperiode im Sommer 2023 zum Drittligisten 1. FC Saarbrücken.
Zu Beginn der Saison 2023/24 stand Civeja einige Male in der Startelf der Saarländer, kam in der Folge jedoch zumeist als Rotationsspieler zum Einsatz. Er war Teil der Mannschaft, die am 1. November 2023 den FC Bayern München in der 2. Runde des DFB-Pokals schlug, und konnte dabei das entscheidende 2:1-Siegtor von Marcel Gaus in der Nachspielzeit vorlegen. In der zweiten Saisonhälfte etablierte er sich schließlich als Stammspieler im zentralen Mittelfeld der Mannschaft von Rüdiger Ziehl. In der Saison 2024/25 wechselte er erneut zwischen Stammformation und Auswechselbank, kam jedoch in fast allen Ligaspielen zum Einsatz. Am Ende erreichte er mit seiner Mannschaft den dritten Tabellenplatz, wodurch sie sich für die Aufstiegsrelegation zur 2. Bundesliga qualifizierten. Dort unterlag Saarbrücken jedoch in zwei Spielen Eintracht Braunschweig, Civeja kam in beiden zum Einsatz.

### In der Nationalmannschaft
Im Dezember 2019 wurde Civeja erstmals in die U-18 Nationalmannschaft Deutschlands berufen. Dort gab er am 12. Dezember 2019 beim 3:2-Sieg gegen Israels U-18 sein Debüt. Am 3. September 2020 kam er außerdem in der U-19 Nationalmannschaft zum Einsatz. Im Juni 2023 wurde er allerdings in den Kader der albanischen U-21-Nationalmannschaft berufen und debütierte am 20. Juni 2023 beim 3:1-Sieg im Freundschaftsspiel gegen Bulgarien. In der Folge kam er zu vier weiteren Einsätzen für Albaniens höchste Nachwuchsnationalmannschaft, ohne jedoch ein Tor erzielen zu können. Ab November 2024 wurde er jedoch nicht mehr nominiert.

## Privates
Tim Civeja ist in Dachau geboren und aufgewachsen. In seiner Jugend lernte er Klavierspielen, da seine Eltern Musiker sind. Sie stammen aus Albanien mit Wurzeln in Berat und kamen 1992 nach Deutschland.

## Erfolge
1. FC Saarbrücken
- Saarlandpokal: 2023/24